# ホシクレイ・ペレイラ・ダ・シウヴァ
ホッシ（Rossi）ことホシクレイ・ペレイラ・ダ・シウヴァ（ポルトガル語: Rosicley Pereira da Silva、1993年4月22日 - ）は、ブラジルのサッカー選手。ポジションはFW。

## クラブ歴
CRフラメンゴ、フルミネンセFC両チームの下部組織を経てAAポンチ・プレッタの下部組織に2011年に加入。2012年1月22日にカンピオナート・パウリスタでカイオに代わって出場しトップチームデビュー。11月11日にヒウドに替えて投入されてカンピオナート・ブラジレイロ・セリエA初出場。2013年前半は出場機会も少なく、5月14日に年末までのモジミリンECへの期限付き移籍が決まった。2014年は出場機会を少しずつ得て昇格に貢献。2015年はパラナ・クルーベ、オペラリオ・フェロヴィアリオECへ期限付き移籍した。
2015年12月21日にECサンベントに完全移籍。
2016年5月23日にカンピオナート・ブラジレイロ・セリエBのゴイアスECに移籍。2016シーズンはレオ・ガマーリョに2点差でクラブ2位の得点を稼いだ。
2016年12月21日にゴイアスとの新契約が破談に終わるとカンピオナート・ブラジレイロ・セリエAのアソシアソン・シャペコエンセ・ジ・フチボウに移籍。
2017年7月14日に中国サッカー・甲級リーグの深圳足球倶楽部に移籍。2018年3月にSCインテルナシオナルに期限付き移籍。

## タイトル
シャペコエンセ
- カンピオナート・カタリネンセ: 2017

バイーア
- カンピオナート・バイアーノ: 2020